# Магнетик (остров, Аляска)
Магнетик — остров в заливе Кука на Аляске, США. Остров окружён отмелями, уходящими под воду во время приливов. Своё название Магнетик получил в 1951 году из-за наличия на нём эффекта магнетизма.

## История
Магнетик примечателен археологическими находками, свидетельствующими о проживании здесь людей в 1800—1400 гг. до нашей эры. В ходе раскопок 2012 года были найдены обработанные камни, остатки очага и каменные инструменты, относящиеся к арктической традиции малых орудий. Место было заброшено древними обитателями предположительно из-за активности расположенных в 32 км отсюда вулканов — Редаута и Илиамны. В 2015 году остров был внесён в Национальный реестр исторических мест США; постоянного населения на острове нет, доступ сюда ограничен в целях сохранности исторических находок.